# Robin Antin
Robin Antin (født 6. juli 1961) er en amerikansk danser og koreograf. 
Hun er grundlægger af The Pussycat Dolls og er også søster til den kendte frisør Jonathan Antin.